# Croda dei Baranci
La Croda dei Baranci (2.922 m s.l.m. - Birkenkofel in tedesco) è una cima delle Dolomiti di Sesto nelle Dolomiti, in Alto Adige. Il vocabolo barancio è sinonimo di "pino mugo". La cima, seconda più alta del gruppo, è separata da una sottile cresta dalla Cima Piatta Alta (2905 m s.l.m.).
Mentre guardandola da sud-est la cima appare quasi piatta, vista dalla Val Pusteria presenta un'immensa parete verticale strapiombante sul lago di Dobbiaco. La montagna fu salita per la prima volta il 17 luglio 1880 da Ludwig Grünwald e Santo Siorpaes.